# Antoine-Henri Jomini
Antoine-Henri Jomini (ur. 6 marca 1779 w Payerne, zm. 24 marca 1869 w Passy pod Paryżem) – baron, teoretyk wojenny, generał.
W 1804 wstąpił do armii francuskiej i poznał Napoleona Bonapartego. Dzięki swojej wiedzy z historii wojskowości umiał przewidzieć zachowania przeciwnika. Szybko awansował do stopnia generała brygady. Brał udział w wyprawie na Rosję w 1812 (którą uważał za nie do wygrania). Organizował logistykę podczas bitew pod Smoleńskiem i nad Berezyną. Był szefem sztabu marszałka Michela Neya podczas bitew pod Lützen i pod Budziszynem. Za jego wkład Ney złożył wniosek o awans do rangi generała majora. Wniosek został jednak odrzucony przez marszałka Berthiera.  
Jomini, niezadowolony z malejących szans rozwoju kariery, przyjął podczas wyprawy w 1813 ofertę cara Aleksandra I i zaczął służbę dla Rosji. Zainicjował tu powstanie Szkoły Wojskowej w St. Petersburgu, doradzał carowi Mikołajowi I podczas wojny z Turcją.
Jomini stworzył ponad 30 dzieł o tematyce wojskowej.

## Dzieła
- Jomini, Henri. Traité de grande tactique, ou, Relation de la guerre de sept ans, extraite de Tempelhof, commentée at comparée aux principales opérations de la derniére guerre; avec un recueil des maximes les plus important de l'art militaire, justifiées par ces différents évenéments. Paris: Giguet et Michaud, 1805. In English translation as: Jomini, Antoine-Henri, trans. Col. S.B. Holabird, U.S.A. Treatise on Grand Military Operations: or A Critical and Military History of the Wars of Frederick the Great as Contrasted with the Modern System, 2 vols. New York: D. van Nostrand, 1865.
- Jomini, Le Baron de. Précis de l'Art de la Guerre: Des Principales Combinaisons de la Stratégie, de la Grande Tactique et de la Politique Militaire. Brussels: Meline, Cans et Copagnie, 1838. In English translation as: Jomini, Baron de, trans. Major O.F. Winship and Lieut. E.E. McLean [USA]. The Art of War. New York: G.P. Putnam, 1854; Jomini, Baron de, trans. Capt. G.H. Mendell and Lieut. W.P. Craighill [USA]. The Art of War. Philadelphia: J.B. Lippincott, 1862; reprinted, Westport, CT: Greenwood Press, 1971; reprinted, with a new introduction by Charles Messenger, London: Greenhill Books, 1992.